# Tunabygdens kontrakt
Tunabygdens kontrakt var ett kontrakt inom Svenska kyrkan i Västerås stift. Kontraktet upphörde den 1 januari 2007 då församlingarna uppgick i  Tuna kontrakt.

## Administrativ historik
Kontraktet bildades 1995 av
- Från Stora Tuna kontrakt, som då upplöstes
  - Stora Tuna församling
  - Gustafs församling
  - Silvbergs församling
  - Stora Skedvi församling
  - Säters församling
- Från Falu kontrakt
  - Torsångs församling